# 梨本宮守正王
梨本宮守正王（なしもとのみや もりまさおう、1874年〈明治7年〉3月9日 - 1951年〈昭和26年〉1月1日）、または梨本 守正（なしもと もりまさ）は、日本の旧皇族、陸軍軍人。梨本宮家第3代当主。官位は元帥陸軍大将。栄典は大勲位功四級。明仁上皇の大叔父にあたる。また、娘の方子は、大韓帝国最後の皇太子で日本の王公族だった李王垠に嫁いでいる。

## 生涯

### 生い立ち
久邇宮朝彦親王の第4王子として1874年に誕生。当初は多田と名付けられたが、梨本宮家相続にあたり、守正と改名した。梨本宮家は初代守脩親王のあと、山階宮家出身の菊麿王が後継者となったが、のちに実家を継ぐことになったため梨本宮家を離れ、代わって守正王が相続したものである。このため、実際には3代目であるが、公式には守正王が2代目とされる。

### 結婚
1894年（明治27年）3月、満20歳となり貴族院議員に就任。1896年（明治29年）に陸軍士官学校卒業後、歩兵第11連隊附。1903年（明治36年）にフランス留学。これに先立つ、1900年（明治33年）に鍋島直大侯爵の二女伊都子と結婚。方子女王、規子女王の2女をもうける。1904年（明治37年）11月3日に大勲位菊花大綬章を受章した。

### 軍歴
日露戦争では、参謀本部勤務。次いで第3軍付き武官として出征した。この功績により、1906年（明治39年）4月1日に功四級金鵄勲章を受章。日露戦争の勝利後再度フランス留学。フランス陸軍大学校卒業。第一次世界大戦では第16師団長など部隊長を歴任し、陸軍大将に累進し、元帥の称号を賜った。1940年（昭和15年）4月29日には大勲位菊花章頸飾を受章。軍事参議官、日仏協会総裁、在郷軍人会総裁、大日本武徳会総裁などを歴任。敗戦後、陸軍解体直前の
1945年11月30日に退役した。

### 伊勢神宮祭主
第二次世界大戦中の1943年（昭和18年）、伊勢神宮祭主に就任した。1945年（昭和20年）には皇典講究所第6代（最後）総裁に就任した。

### A級戦犯容疑
1945年（昭和20年）8月12日、他の皇族とともに昭和天皇に御文庫附属庫に招かれ、同月10日の御前会議でポツダム宣言受諾の決心を下したことを聞く。守正王は皇族側を代表して「一致協力して聖旨を補翼し奉る」旨を答えた。
敗戦後、神宮祭主であったことから国家神道の主体的な頭目であったとみなされ、1945年12月2日に連合国軍最高司令官総司令部から日本政府に逮捕命令が出された（第三次逮捕者59名中の1人）。
外務大臣であった吉田茂は直ちに最高司令部に赴き、逮捕者名簿からの削除を要求するものの拒否された。
結果的に皇族としてただ1人A級戦犯容疑者に指定されて、巣鴨プリズンに拘置された。本人も身の覚えがないと自覚しており、半年後に不起訴で釈放されたが、宮邸に帰宅してみると、集団強盗に襲われ家財の多くが盗難に遭っていた（犯人の多くは逮捕された）。
同じ皇族の将官でも、統帥部長を長く務め軍部の動向にも大きく影響を及ぼした閑院宮載仁親王・伏見宮博恭王や大戦中に軍司令官を務めた東久邇宮稔彦王・朝香宮鳩彦王に比べれば、ほとんど軍務や時勢には関与しておらず、「誰も覚えていなかったような過去の人」（秦郁彦）、「間違いで引っ張ったとしか思えない」（半藤一利）と評された。浅見雅男は、つまるところは戦勝国による皇室への恫喝だろうと推測している。
山岡荘八は『小説太平洋戦争』で次のように記し、彼の逮捕は鎌田銓一の手落ちによるものと述べている。
「米軍某将官がA級戦犯容疑者の逮捕前夜、その名簿を極秘裏に鎌田中将に見せて、「このリスト中、死亡者があらばカミソリの刃で削ってもよい」と微笑しながら云った。・・最初の一行目に一番おそれていた陛下（昭和天皇。引用者注）のお名があり、続いて皇族、高官の順であった。中将は意を決し、まず陛下のお名を切り取り、さらに順次に皇族のお名を削った。・・しかし・・皇族の中の最後の一行、梨本宮の名を削り忘れてしまったのだ」
同じくA級戦犯に指定されて出頭せずに自殺した近衛文麿は、守正王が出頭した新聞記事を見て「宮様も宮様だ。なぜ陛下のために、日本のために何故自決して下さらなかったのか」と無念そうに嘆いたという。
1946年（昭和21年）5月23日、貴族院議員を辞職。連合国軍占領統治下の1947年（昭和22年）10月に皇籍離脱。同月公職追放。1951年（昭和26年）1月1日、自邸で逝去した。76歳没。逝去後の1952年3月に公職追放解除。
2022年現在、ユジノサハリンスクの病院敷地内に「梨本宮守正王殿下消防御」と彫られた石碑の一部が放置されている。1936年に樺太を訪れた際、消防隊を視察した（すなわち「御視察」）記念に設置されたものとされている。サハリン州郷土博物館は、石碑の保存や展示について「日本の軍国主義を美化する」ことや「疑わしい人物を助長すること」を望んでいないとしている。

## 栄典
階級
- 1932年（昭和7年）8月8日 - 元帥[17]

勲章等
| 受章年                     | 略綬 | 勲章名                       | 備考 |
| -------------------------- | ---- | ---------------------------- | ---- |
| 1895年（明治28年）11月10日 |      | 勲一等旭日桐花大綬章         |      |
| 1904年（明治37年）11月3日  |      | 大勲位菊花大綬章             |      |
| 1906年（明治39年）4月1日   |      | 功四級金鵄勲章               |      |
| 1906年（明治39年）4月1日   |      | 明治三十七八年従軍記章       |      |
| 1920年（大正9年）11月1日   |      | 金杯一組                     |      |
| 1920年（大正9年）11月1日   |      | 大正三年乃至九年戦役従軍記章 |      |
| 1928年（昭和3年）11月10日  |      | 大礼記念章（昭和）           |      |
| 1930年（昭和5年）12月5日   |      | 帝都復興記念章               |      |
| 1940年（昭和15年）8月15日  |      | 紀元二千六百年祝典記念章     |      |
| 1942年（昭和17年）4月4日   |      | 菊花章頸飾                   |      |

## 逝去後
伊都子妃は、守正逝去後も「最後の貴婦人」として振舞い、規子女王の二男広橋儀光、次いで多嘉王の三男龍田（梨本）徳彦夫妻を養子に迎えた（梨本徳彦夫妻養子に先立ち、儀光とは離縁）。1976年（昭和51年）8月19日に94歳で逝去した。なお伊都子妃は、秩父宮妃勢津子の伯母である（勢津子妃の母松平信子の姉）。

## 血縁
- 父：久邇宮朝彦親王
- 母：原田光枝子

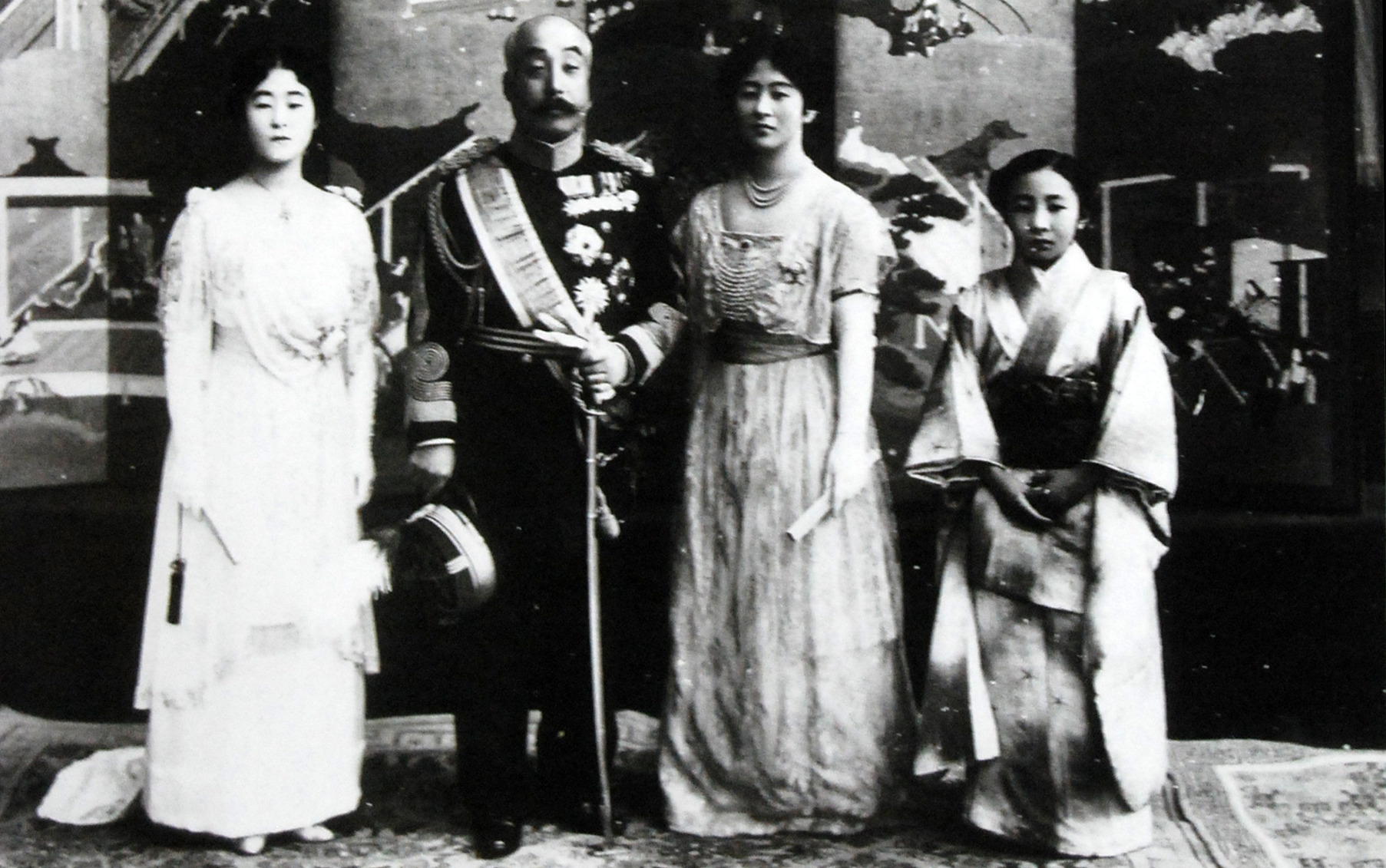
守正王一家
長女・方子女王の納采の儀に際し、記念撮影

- 兄弟：男子 - 邦憲王 - 邦彦王 - 守正王 - 多嘉王 - 暢王 - 男子 - 鳩彦王 - 稔彦王
- 兄弟：女子 - 智當宮 - 栄子女王 - 安喜子女王 - 飛呂子女王 - 絢子女王 - 素子女王 - 懐子女王 - 篶子女王 - 純子女王
- 妻：鍋島伊都子
- 子
  - 方子女王 - 規子女王
  - 儀光（養子、後に絶縁）
  - 徳彦（養子）